# Nouveau Riche (gruppo musicale)
I Nouveau Riche erano un duo musicale svedese attivo fra il 2005 e il 2008 e formato da Ulrich Bermsjö e Dominika Peczynski, quest'ultima poi sostituita da Camilla Brinck.

## Carriera
La voce femminile dei Nouveau Riche era inizialmente quella di Dominika Peczynski, già nota come componente degli Army of Lovers. Il duo ha pubblicato con questa formazione due singoli di successo: Oh Lord, che ha raggiunto la 6ª posizione nella classifica svedese alla fine del 2005, e Hardcore Life, 7º posto nella hit parade nazionale all'inizio dell'anno successivo.
Nel 2006 Dominika Peczynski ha lasciato il progetto ed è subentrata al suo posto Camilla Brinck, che come solista aveva già scalato le classifiche svedesi all'inizio del millennio. Il duo ha pubblicato nuovi singoli che, nel 2007, sono stati inclusi nell'album di debutto Pink Life, prima di cessare l'attività musicale l'anno successivo.

## Discografia

### Album in studio
- 2007 – Pink Trash

### Singoli
- 2005 – Oh Lord
- 2006 – Hardcore Life
- 2007 – Angels
- 2007 – Stay
- 2008 – In Private